# Roger Vaughan
Roger William Bede Vaughan (ur. 9 stycznia 1834 w Courtfield, zm. 17 sierpnia 1883) – brytyjski duchowny rzymskokatolicki, benedyktyn. W latach 1877–1883 arcybiskup metropolita Sydney. 

## Życiorys
Święcenia kapłańskie przyjął 9 kwietnia 1859 jako członek zakonu benedyktynów, udzielił ich mu kardynał Costantino Patrizi Naro, ówczesny prefekt Kongregacji ds. Obrzędów. 28 lutego 1873 papież Pius IX mianował go arcybiskupem koadiutorem Sydney, ze stolicą tytularną Nazianzus. Sakry udzielił mu 19 marca 1873 kardynał Henry Edward Manning, ówczesny arcybiskup Westminsteru oraz katolicki prymas Anglii i Walii. Kiedy 16 marca 1877 zmarł arcybiskup metropolita Sydney John Bede Polding OSB, zgodnie z prawem kanonicznym Vaughan jako dotychczasowy koadiutor został jego następcą. Zajmował to stanowisko aż do śmierci w 1883 roku, w wieku 49 lat. 